# Chaskovo
Chaskovo (bulharsky Хасково) je oblastní město v jižní části Bulharska, v Chaskovské oblasti. Je také hlavním městem Chaskovské obštiny. Žije zde 72 336 obyvatel.

## Historie
Podle archeologických výzkumů byla oblast dnešního Chaskova osídlena již od doby před sedmi tisíci lety. Velmi dlouhou historii dokazují památky z období řecké antiky: osídlení kmeny Thráků s hlavním městem Plovdivem se datuje od 5. století před naším letopočtem, později území bylo pod kontrolou Římské říše. Procházela tudy obchodní stezka z Říma do Řecka. Od 4. století raně středověké sídlo bylo ovládáno Byzancí, která zavedla křesťanství. 
V 9. století území ovládli Bulhaři a postavili pevnost, kolem které se později rozšířilo město. V carském období prosperovalo a brzy se stalo centrem regionu mezi řekami Klokotnica, Charmanlijska a Marica. Během 14. století sem s vojenskými nájezdy Osmanských Turků začal pronikat islám a s ním vzrostl vliv Osmanské říše. Roku 1395 byla otevřena první mešita (Eski camii, Stará mešita), první která vznikla na Balkánském poloostrově.

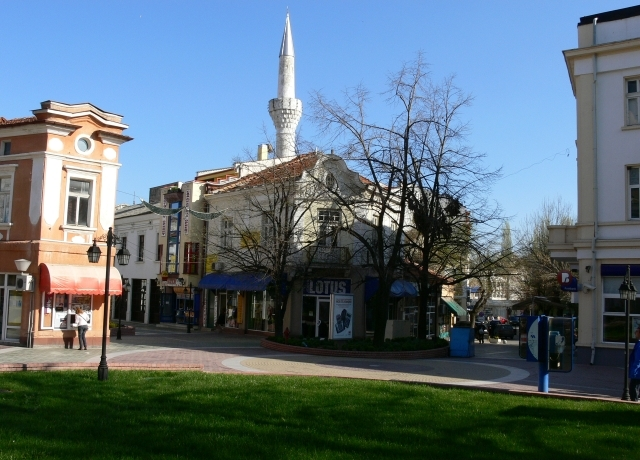
Centrum města s minaretem Staré mešity

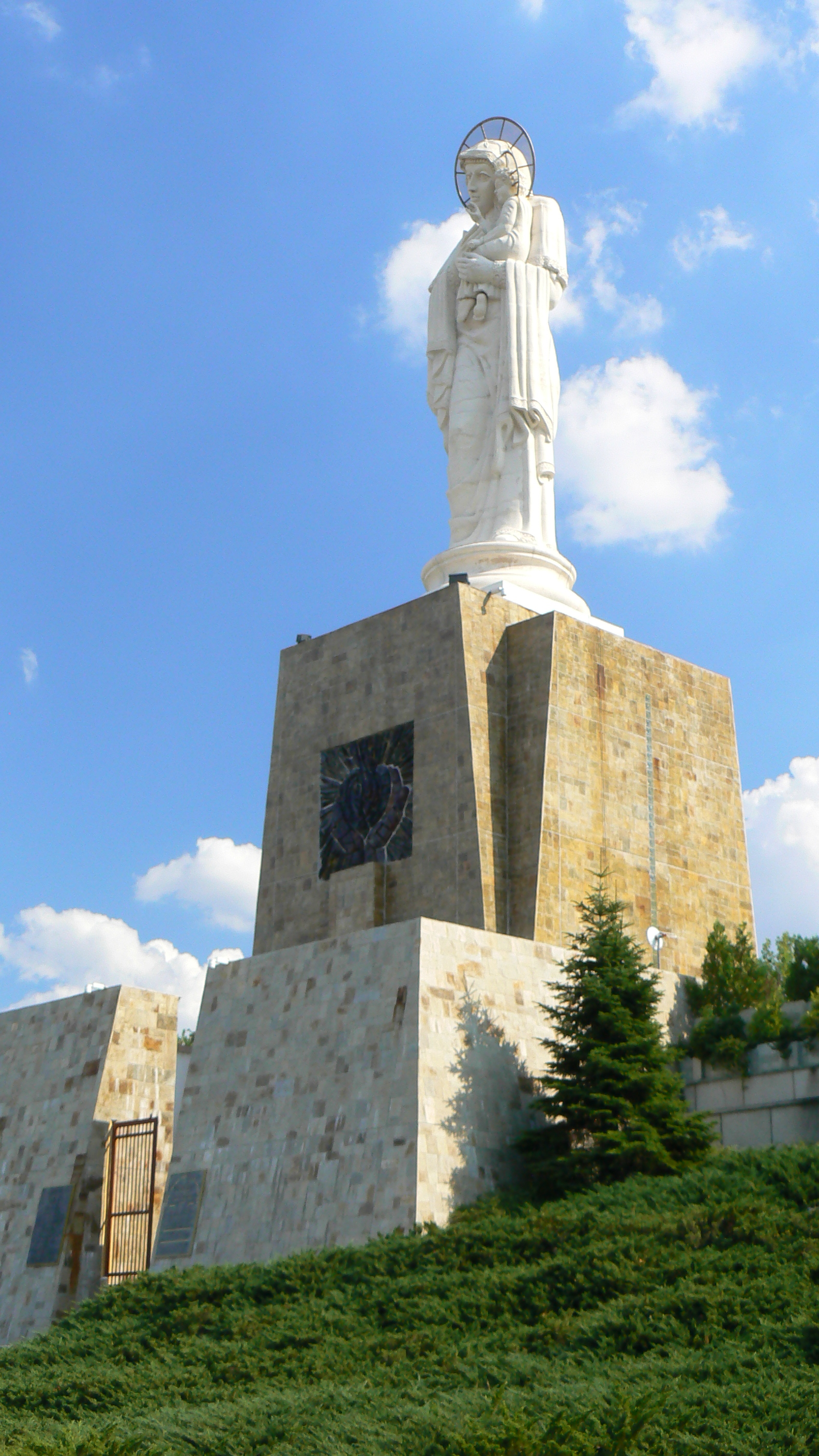
Socha Bohorodičky s kaplí v podstavci

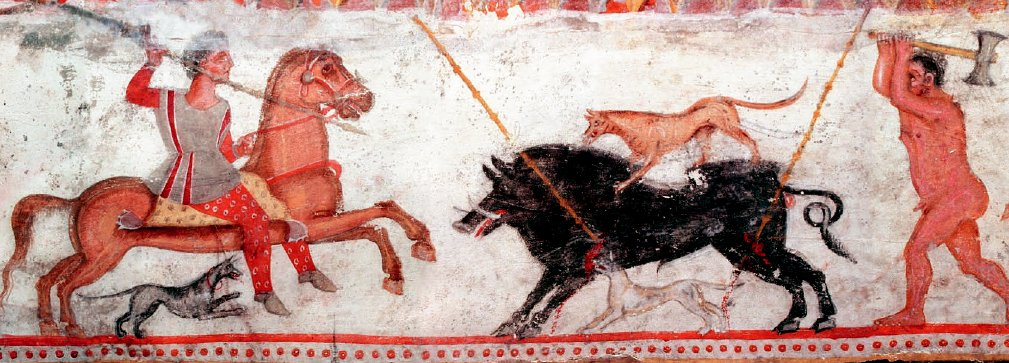
Lovecká scéna, malba z thráckého kurganu, ze vsi Aleksandrovo

Na konci 18. století již bylo město známé pod názvem Marsa. Později se z tureckého názvu Hasköy vytvořilo přidáním slovanské koncovky a změnou první souhlásky dnešní Chaskovo. 
Národně osvobozenecké hnutí Bulharů proti Turkům začalo v polovině 19. století a bylo dovršeno pod vedením kapitána Petka Vojvody,  později se sem začali usazovat více Bulhaři, tehdy město bylo důležitým obchodním centrem na trasách z Edirne a Istanbulu do střední Evropy. Později si získalo pověst producenta hedvábí, bavlny a koberců.
Po osvobození roku 1878 se stalo centrem prosperující bulharské oblasti kolem Plovdivu, kde dominoval tabákový průmysl. V historii architektury dominovalo meziválečné období, kdy bylo postaveno divadlo a v roce 1932 postavena první socha Panny Marie s s Ježíškem, druhá na tomto místě byla vztyčena v roce 2003 a později zapsána do Guinnessovy knihy rekordů.
V roce 1985 město oslavilo již 1000 let své existence, při té příležitosti byla otevřena rekonstruována hodinová věž se zvonicí. 

## Ekonomika
Od 90. let 20. století se ve městě prosadili zahraniční investoři, v centru města adaptovali mnoho nových obchodů. Průmysl je stále zaměřen na pěstování a zpracování tabáku; dále je také zastoupen potravinářský, strojírenský a chemický. Významné jsou i nedaleké minerální lázně.

## Památky
- Pravoslavný kostel svatých archandělů Michaela a Gabriela, drobná stavba s raně středověkými základy z byzantského období
- Pravoslavný kostel Smrti Panny Marie (Usnutí Bohorodice), značně přestavěný v meziválečném období
- Stará mešita - minaret stojí na základech z roku 1395 a je mírně nakloněný, budova mešity a dvůr s lázní ze 16. století byly později vícekrát přestavěné.
- Socha Panny s Ježíškem z bílého mramoru (vysoká 14 metrů), na podstavci o výšce 17 metrů, v němž je umístěna kaple; zbudovány v novoklasicistním stylu roku 2003. V roce 2009 zapsány do Guinnessovy knihy rekordů jako nejvyšší mariánská statue na světě (podle nápisové tabulky na soklu je celková výška 31 metrů)
- Dramatické divadlo Ivan Dimov - novoklasicistní budova se sloupovým portikem z roku 1921
- Regionální archeologické muzeum - vystaven soubor nálezů ze vzácneého Alexandrovského kurganu, rekonstrukce thrácké mohyly o průměru 10 m, která byla objevena roku 2002 ve vesnici Alexandrovo, asi 19 km od Chaskova, transfer nástěnné malby lovecké scény z poloviny 4. stol. př. n. l. a malby z kupole.
- Thrácké megality Dolni Glavanak - kamenné ruiny rozestavěné v půlkruhu
- Galerie Atanas Šarenkov - regionální sbírka obrazů

## Rodáci
- Petko Kirjakov Kalojanov (1844-1900), zvaný Kapitán Petko vojvoda– hajduk a politik, osvoboditel od turecké nadvlády; má ve městě bronzový pomník
- Ari Leschnikoff, původně Asparuch Lešnikov (1897–1978), operní pěvec, první tenorista Berlínské opary
- Grigor Dimitrov (* 1991) – bulharský tenista